# Saison 2012 des Cubs de Chicago
La saison 2012 des Cubs de Chicago est la 137e saison en Ligue majeure de baseball pour cette équipe.
Les Cubs terminent cinquièmes sur six équipes dans la division Centrale de la Ligue nationale avec 61 victoires et 101 défaites. C'est leur moins bonne performance depuis 1966, la deuxième moins bonne des majeures et deux revers de moins que leur record de franchise.

## Contexte
En 2011, les Cubs connaissent une 2e saison perdante de suite et ratent les séries éliminatoires pour la 3e année consécutive. Ils terminent au 5e rang sur 6 équipes dans la division Centrale de la Ligue nationale avec 71 victoires et 91 défaites.

## Intersaison

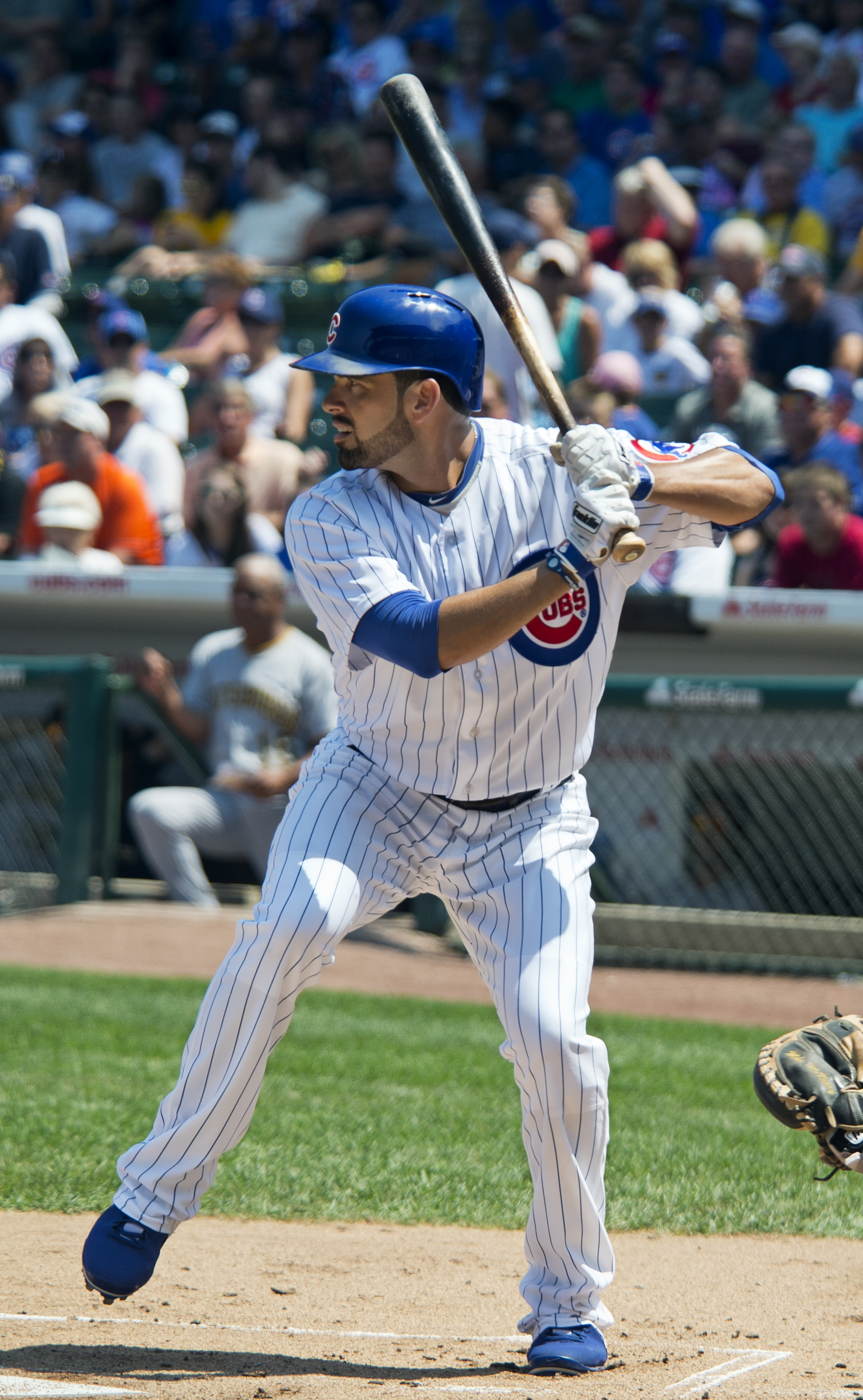
David DeJesus le 1er aout 2012.

En octobre 2011, les Cubs annoncent que Theo Epstein devient le nouveau président de l'équipe. Les attentes sont grandes envers Epstein puisque celui qui a construit la première équipe championne des Red Sox de Boston en 83 ans arrive chez une franchise, les Cubs, n'ayant remporté aucune Série mondiale depuis 1908.
Équipe en reconstruction, les Cubs ne retiennent pas l'agent libre Aramis Ramírez. Le 14 décembre 2011, le joueur de troisième but vedette signe un contrat de 36 millions de dollars pour 3 saisons avec les Brewers de Milwaukee.
Le 8 décembre 2011, Chicago échange le joueur de champ intérieur D. J. LeMahieu et le voltigeur Tyler Colvin aux Rockies du Colorado en retour du joueur de troisième but Ian Stewart et du lanceur droitier Casey Weathers.
Le 21 décembre 2012, le lanceur droitier Chris Carpenter est échangé aux Red Sox de Boston dans des circonstances plutôt inhabituelles : il est donné en compensation aux Red Sox pour le départ de leur directeur-gérant Theo Epstein.
Le 23 décembre, le lanceur de relève gaucher Sean Marshall est échangé aux Reds de Cincinnati contre trois joueurs : le lanceur gaucher Travis Wood, le voltigeur Dave Sappelt et le joueur de champ intérieur des ligues mineures Ronald Torreyes.
Le colérique lanceur partant Carlos Zambrano, suspendu indéfiniment par les Cubs en août précédant après une énième controverse, est échangé aux Marlins de Miami le 5 janvier 2012 en retour du lanceur droitier Chris Volstad. Les Cubs s'engagent de plus à payer 15,5 des 18 millions de dollars toujours promis à Zambrano.
Le 6 janvier, les Cubs mettent la main sur un joueur promis à un bel avenir : le premier but Anthony Rizzo est acquis des Padres de San Diego. Chicago transfère le voltigeur des ligues mineures Kyung-Min Na pour Rizzo et un lanceur droitier des mineures, Zach Cates.
Le 24 janvier, le premier but Carlos Peña quitte Chicago après une seule saison et retourne à son ancien club, les Rays de Tampa Bay.
Le 30 novembre 2011, le vétéran voltigeur David DeJesus, ancien des Royals et des A's, signe un contrat de 10 millions pour deux ans avec les Cubs. Un autre voltigeur, Joe Mather, vient rejoindre le club de Chicago via un contrat des ligues mineures le 4 janvier. Toujours en janvier, les Cubs mettent de nouveau sous contrat pour une saison leur voltigeur Reed Johnson, arrivé avec l'équipe un an plus tôt.
Le receveur Koyie Hill signe chez les Cardinals de Saint-Louis en janvier.
Le 10 janvier 2012, le lanceur partant gaucher Paul Maholm, qui a joué les 7 premières saisons de sa carrière chez les Pirates de Pittsburgh, accepte le contrat de 4,25 millions de dollars pour une saison offert par Chicago.  Le 13 janvier, le releveur droitier Kerry Wood accepte une offre de trois millions de dollars pour un an, l'assurant de jouer sa 12e saison avec les Cubs.
Le lanceur droitier Shawn Kemp, libéré durant le camp d'entraînement des Mariners de Seattle, rejoint les Cubs le 26 mars.
Alors que la saison 2012 est sur le point de s'amorcer, le lanceur gaucher John Gaub est réclamé au ballottage par les Rays de Tampa Bay le 5 avril.

## Calendrier pré-saison
L'entraînement de printemps des Cubs s'ouvre en février et le calendrier de matchs préparatoires précédant la saison s'étend du 4 mars au 3 avril 2012.

## Saison régulière
La saison régulière des Cubs se déroule du 5 avril au 3 octobre 2012 et prévoit 162 parties. Le match d'ouverture a lieu le 5 avril au Wrigley Field de Chicago avec la visite des Nationals de Washington.

### Avril
- 18 mai : Le lanceur Kerry Wood lance son dernier match avec les Cubs et prend sa retraite[21].

### Juillet
- 14 juillet : Ryan Dempster égale un record de franchise des Cubs en atteignant 33 manches consécutives sans accorder de point à l'adversaire, rééditant la performance de Ken Holtzman en 1969[22].
- 31 juillet : À la date limite des transactions, les Cubs transfèrent Ryan Dempster[23] et le receveur Geovany Soto[24] aux Rangers du Texas. Ils échangent le lanceur Paul Maholm et le voltigeur Reed Johnson aux Braves d'Atlanta contre deux lanceurs d'avenir, Arodys Vizcaino et Jaye Chapman[25].

### Août
- 2 août : Anthony Rizzo est élu meilleure recrue du mois de juillet 2012 dans la Ligue nationale[26].
- 5 août : Deux premiers choix de repêchage des Cubs, Josh Vitters et Brett Jackson font leurs débuts dans les majeures dans un match à Los Angeles face aux Dodgers[27].
- 28 août : Starlin Castro signe une prolongation de contrat de 60 millions de dollars pour 7 saisons avec les Cubs[28].

### Classement
| Ligue nationale (Division Centrale) | V  | D   | %    | Diff. |
| ----------------------------------- | -- | --- | ---- | ----- |
| Reds de Cincinnati                  | 97 | 65  | ,599 | -     |
| Cardinals de Saint-Louis            | 88 | 74  | ,543 | 9     |
| Brewers de Milwaukee                | 83 | 79  | ,512 | 14    |
| Pirates de Pittsburgh               | 79 | 83  | ,488 | 18    |
| Cubs de Chicago                     | 61 | 101 | ,377 | 36    |
| Astros de Houston                   | 55 | 107 | ,340 | 42    |

## Affiliations en ligues mineures
| Niveau            | Équipe              | Ligue                         |
| ----------------- | ------------------- | ----------------------------- |
| AAA               | Iowa Cubs           | Ligue de la côte du Pacifique |
| AA                | Tennessee Smokies   | Southern League               |
| A-Advanced        | Daytona Cubs        | Florida State League          |
| A                 | Peoria Chiefs       | Midwest League                |
| A (saison courte) | Boise Hawks         | Northwest League              |
| Ligue des recrues | Arizona League Cubs | Arizona League                |
| Ligue des recrues | DSL Cubs 1          | Dominican Summer League       |
| Ligue des recrues | DSL Cubs 2          | Dominican Summer League       |